# 全米映画批評家協会
全米映画批評家協会（ぜんべいえいがひひょうかきょうかい、National Society of Film Critics）は、アメリカ合衆国の映画組織である。略称はNSFC。1966年に発足。約60名の映画批評家で構成されている。毎年、全米映画批評家協会賞が開催される。